# Нефть!
«Нефть!» (англ. Oil!) — роман Эптона Синклера, вышедший в 1927 году. От третьего лица рассказывается история Джеймса Арнольда Росса-младшего (Бенни), сына крупного нефтепромышленника Джеймса Арнольда Росса.

## Персонажи
- Джеймс Арнольд Росс — бывший погонщик мулов, который самостоятельно заработал своё состояние.
- Джеймс Арнольд «Бенни» Росс-младший — главный герой и сын нефтяного магната, проникающийся солидарностью с рабочими и социалистами.
- Поль Уоткинс — сын фермера, который убегает из дома и начинает отстаивать права рабочих. После участия в сибирской операции, которая проходила в рамках Первой мировой войны, возвращается домой с симпатией к большевикам и впоследствии становится коммунистом.
- Вернон Роскэ — компаньон отца Бенни, жадный бизнесмен, который противодействует рабочим союзам, отправляя их членов за решётку.
- Альберта «Берти» Росс — старшая сестра Бенни, светская знаменитость.
- Тётя Эмма — тётя Бенни, вдова брата Джеймса Арнольда Росса, которая проживает в семье Бенни.
- Руфь Уоткинс — младшая сестра Поля, ровесница Поля.
- Эли Уоткинс — брат Поля, который становится проповедником.

## Экранизация
По роману Эптона в 2007 году режиссёром Полом Томасом Андерсоном был снят фильм «И будет кровь» (англ. There Will Be Blood; в российском прокате озаглавлен так же, как роман) с Дэниелом Дэй-Льюисом в главной роли. Сюжет кино достаточно сильно отличается от оригинального произведения — сценарий ленты является очень вольной трактовкой событий, описываемых в романе. В картине главным действующим лицом выступает нефтяной магнат Дэниэл Плейнвью, а его сын уходит на второй план. Фильм получил восемь номинаций на премию «Оскар», включая категории «Лучшая картина», «Лучшая режиссура», «Лучший адаптированный сценарий», «Лучший актёр» (Дэниел Дэй-Льюис) и «Лучшая операторская работа», одержав победу в последних двух.